# Selfish (Future)
Selfish è un singolo del rapper statunitense Future, in collaborazione con la cantante barbadiana Rihanna, il primo estratto dal suo sesto album in studio Hndrxx. È stato pubblicato il 28 febbraio 2017.

## Tracce
1. Selfish (feat. Rihanna) – 4:11 (Nayvadius Wilburn, Noel Fisher, Omar Walker, Robyn Fenty)